# Fuerteventura
Fuerteventura spanyol sziget az Atlanti-óceánban, a Kanári-szigetek második legnagyobb tagja 1660 km²-ével. Azért kapta az Öreg sziget becenevet, mert valaha volt hegységei mára erősen lekoptak. A nevet indokolja az is, hogy a szigetcsoport tagjai közül először ezt tudták meghódítani a spanyolok.

## Földtörténete
A Kanári-szigetek legidősebb tagjaként mintegy 20 millió éve emelkedett ki az Atlanti-óceánból. A vulkáni tevékenység fő időszaka körülbelül 5 millió éve, a pliocénben volt. Az utolsó lávaömlést némelyek 4–5000 évvel ezelőttre datálják, mások szerint ezek a vulkánok a holocénre már kialudtak.
A pleisztocén időszakban a sarki jégsapkák kifagyásai jelentősen (100–200 méterrel) csökkentették a világóceán szintjét, és a Fuerteventurát Lanzarotéval összekötő szoros kiszáradt. Az északnyugati szelek ezen a földhídon homokot fújtak át Lanzarotéról. Ugyancsak a szél a szárazra került selfterület mésziszapját is áthalmozta és a szigeten mészhomokot rakott le. Az interglaciálisokban, amikor a tenger szintje újra megemelkedett, a homokszállítás szünetelt, és a homokrétegek közé lösz ülepedett a Szahara felől fújó szelekből. A mészhomok jellemző szemcsemérete 100–400 mikrométer, a zömmel szilikátásványokból (főleg kvarcból) álló szaharai porszemcséké mindössze 10–60 mikrométer.

## Természeti földrajza
A szigetet északi szomszédjától, Lanzarotétól elválasztó tengerszoros helyenként csak néhány méter mély.
Legmagasabb vulkáni kúpja, a sziget déli részén emelkedő Pico de la Zarza is csak 807 m magas. A hosszú, háborítatlan erózió miatt a völgyek a többi szigettől eltérően középszakasz jellegűek, U keresztmetszettel. A mintegy 70 km hosszú, de igen keskeny sziget hosszú partját különösen finom homok borítja. Ez a homok a tengerpart nagyobb részén fekete (a bazalttufa málladéka), két helyen azonban eltér ettől:
- az egyes völgyekben megtalálható, fehéres mészhomok apró tengeri élőlények mészvázaiból áll; ezeket a pleisztocén eljegesedés idején a Lanzarotéról fújta ide a szél;
- a sziget északi részén, mintegy 24 km²-en valódi homoksivatag alakult ki. Ennek anyaga a két sziget közötti egykori földhídról származik, mivel azonban a jégpajzsok kiolvadása megemelte a vízszintet, a homok utánpótlása megszűnt. A dűnéket a szél továbbra is dél–délkelet, azaz a sziget belseje felé mozgatja.

A paleontológusok a mészhomokban több mint ötvenféle ősmaradványt azonosítottak.
Az éves  csapadék kb. 150 milliméter.

## Élővilága
Növényzete gyér, félsivatag jellegű; foltokban sztyeppel, illetve sivataggal — viszont a tengeri élet a Kanári-szigetek összes tagja közül itt a leggazdagabb.

## Természetvédelem
Az UNESCO 2009-ben bioszféra rezervátummá nyilvánította a teljes szigetet és a partközeli tengeri élővilágot. A rezervátumnak három védelmi szintje van:
- a belső területhez tartoznak:
  - a Corralejóhoz közeli dűnék,
  - az északnyugati és nyugati partvidék,
  - Betancuria,
- a Jandía-Cofete terület,
- a Gran Tarajal körüli tengerparti rész és
- a Malpais Chico és Grande Pozo Negro;
- a belső részeket körülvevő pufferzóna nemcsak a környezetvédelmi kutatóknak ad teret, de a pihenésnek és a turizmusnak is;
- a külső, átmeneti zónában vannak a települések élnek és a művelt földek, illetve halászkikötők. A rezervátum főleg a teknősöket, a ceteket és a madarat hivatott védeni, valamint, a csillagfényt (a fényszennyezéstől) és a fenntartható vadászatot, aminek helyi, lőszermentes fajtáját egy helyi kutyafajtával űzik.

### Natúrparkok
A natúrparkok a természeti és kulturális értékek megőrzésének szervezetei. A három leghíresebb a Jandía, a Corralejo és a Fuerteventura és Lanzarote közötti tengerszorosból Fuerteventura partjához közel kiemelkedő Lobos-sziget.
- A Jandía natúrpark a sziget déli farkincáján, közel 15 ezer hektáron terül el. Itt nő a legtöbb őshonos növény, és jelentős madárvédelmi terület is.
- A Corralejo natúrparkot a sziget északi csücskén alakították ki. Homokdűnéiről, megszilárdult lávafolyásáról és a Montana Roja vulkáni kúpjáról nevezetes.
- Az aprócska Lobos-sziget sós mocsaras partvidékén védett madárfajok fészkelnek.

További natúrparkok:
- Caldera de Gaíria,
- Los Cuchillos de Vigán,
- Montana Cardon,
- Malpais Grande.

## Gazdasága

Fuerteventura zászlaja

A bennszülöttek alapvetően önellátóan gazdálkodtak; az árutermelés jelentősége korlátozott volt. II. Jupa észak-afrikai király elmondta az idősebb Pliniusnak, hogy (Lanzarotén és) Fuerteventurán (ennek guancs neve Maxorata volt, Plinius pedig Planarianak nevezte) a bennszülöttek a lakmuszzuzmóból bíborfestéket készítenek, és ezzel kereskednek.
A hódító spanyolok intenzív gabonatermesztésbe kezdtek; sokáig ezt a szigetet nevezték „a Kanári-szigetek éléskamrájának”.

### Turizmus
A sziget fő vonzereje strandjainak szépsége és választéka. A leghíresebb strandok:
- Morro Jable a sziget déli részén,
- El Cotillo halászfalu strandja a sziget északnyugati részén,
- Costa Calma két kilométer hossza nyúlik el a Jandía-félszigeten,
- Corralejo Grandes Playas a sziget északi részén a kite-osok és a szörfösök paradicsoma.

A fehér homokos strandok vize kellemesen hűvös; a családi strandoktól a nudista partszakaszokig és a magányos öblökig mindenféle lehetőség megtalálható.
A kikapcsolódás egyéb lehetőségei főleg tengeriek:
- tengeri kajak,
- kajak-halászat,
- sup (álló evezés),
- vitorlázás.

A légzőcsöves felszíni búvárkodással (snorkel) Fuerteventura messze földön híres tengeri élőlényeit — tintahalakat, murénákat, tengeri uborkákat, tengeri csillagokat és különféle színes halakat — figyelhetjük meg természetes élőhelyükön.
A sziget belsejének fő érdekessége a 648 méter hosszú Cueva del Llano lávabarlang.

### Gasztronómia
Az étlapokon többnyire a tengerből fogott állatok szerepelnek, de a sziget gasztronómiai nevezetességei az eredetmegjelöléssel ellátott kecskesajtok. Ezek készítését a látogatók több gazdaságban meg is nézhetik.

## Sport
Minden év augusztusában Jandía partjainál rendezik meg a Windsurf és Kiteboard Világkupát.

## Kultúra, történelem
A Kanári-szigetek közül először ezt hódították meg a spanyolok. Éppen ezért a sziget legelső fővárosa Betancuria volt — ezt a kasztíliai korona szolgálatában hajózó Jean de Bethencourt normann hódító alapította 1404-ben. A városka történelmi-műemléki öröksége kiemelkedő. A sziget védőszentjének maradványait az itteni La Peña Miasszonyunk templomban őrzik. Betancuriát 1593-ban lerombolták a kalózok, de Fuerteventura fővárosa maradt 1860-ig. Betancuriában több (a gót-normann stílussal kevert) mudéjar stílusú épület is épségben fennmaradt.
1860 óta Fuerteventura fővárosa Puerto del Rosario. Ez korábban csak egy kis halászfalu volt, de kiválóan védett természetes kikötővel.
Antigua régió legérdekesebb látnivalója Caleta de Fuste városka hangulatos éttermekkel, bárokkal, kávézókkal, butikokkal és üzleteivel csalogatja a turistákat. Kikötőjében egy 1743-ban épült kerek martello-torony áll, amely a tenger felől védte a várost. Az 1800-as években alapított Salinas de El Carmen tengerparti múzeuma (Museo de la Sal) a sótermeléssel ismerteti meg az érdeklődőket. A festői Molino de Antigua hófehér szélmalmában berendezett kiállítás a helyi kézművesek munkáit mutatja be.

## Kapcsolódó szócikk
- A Kanári-szigetek történelme